# District de Kargil
Le district de Kargil est un district du territoire du Ladakh, en Inde.

## Géographie
Au recensement de 2011, sa population compte 143 388 habitants.
Son chef-lieu est le tehsil de Kargil. 